# Terrorøvelsen i København 2007
Terrorøvelsen i København 2007 var en fuldskalaøvelse, der skulle teste, om det danske beredskab kunne håndtere et terrorangreb i København. Øvelsen foregik 21. marts 2007 i Ourøgade på Østerbro i København.
Op mod 1.000 mennesker var involverede i øvelsen. Der deltog styrker fra politiet, redningsberedskabet, Falck, Beredskabsstyrelsen, sygehuse og Hjemmeværnet. Øvelsen omfattede desuden en kommunal krisestab på Hovedbrandstationen. For at gøre det mere realistisk deltog pressen også med en række nysgerrige journalister, der så skulle producere indslag til nyhedsudsendelser.

## Selve øvelsen
Terrorhandlingen var en eksploderet bus og skete kl. 10:02, da politiet kastede et kraftigt kanonslag ind i et busvrag, parkeret et tilfældigt sted (Ourøgade) i København. Herefter indløb meldingen om et terrorangreb til alarmcentralen og beredskabet blev sat i værk: Politiet startede med at afspærre skadestedet og lod redningsfolkene undersøge angrebet nærmere.
For at forvirre indsatsledelsen endnu mere, udbrød der efterfølgende brand i en lejlighed ud til skadestedet og ejendommen blev vurderet til at være i fare for at styrte sammen. Således havde man to skadesteder.
Det stod hurtigt klart, at situationen var alvorlig og de første meldinger lød på i hvert fald 100 tilskadekomne, så et stort antal ambulancer suppleret med lægebiler fra nær og fjern blev tilkaldt. Beredskabsstyrelsen stillede med deres Ledelses- og Kommunikationsmodel (LKM), samt venteplads. Hjemmeværnet fik til opgave at assistere politiet med bevogtning og afspærring af området.
En af de politimæssige udfordringer var at få evakueret folk fra området samtidig med, at kriminalpolitiet skulle sikre tekniske spor og afhøre folk, for at finde frem til bagmændene bag angrebet. Dette skulle ske mens skadestedet fortsat var intakt og man var derfor nødt til at tage billeder af det hele, mens der stadig lå sårede og døde folk i området.
De involverede myndigheder skulle i dagene efter øvelsen evaluere deres indsatser, hvorefter der blev udgivet en større evaluering af den samlede indsats.

## Planlægning
Planlægningen af den danske øvelse havde været i gang, siden Terrorangrebet i London 2005. Her blev fire bombeeksplosioner i offentlige transportmidler – henholdsvis i undergrundsbanen og i en bus – registreret. De britiske myndigheder havde tre måneder forinden foretaget en terrorøvelse og man mener, at dette var medvirkende til, at alt ikke udviklede sig til kaos, da den rigtige terrorhandling indtraf.